# حصان بولونيه

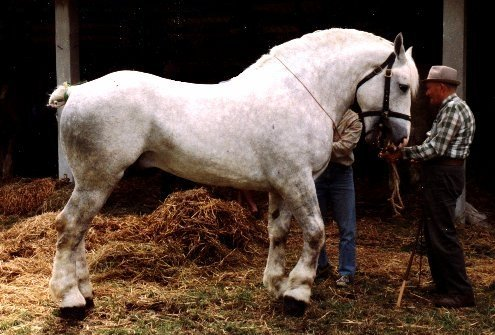
حصان بولونيه

حصان بولونيه (Boulonnais)، معروف كذلك باسم «الحصان المرمري الأبيض»: هو فصيل من حصان الأشغال، معروف بمظهره العريض لكنه أنيق ويكون عادة رمادي اللون، على الرغم من أن اللون الكستنائي و الأسود مسموح بهما في سجل الفصائل الفرنسيّ. في الأصل كان هناك العديد من الأنواع الفرعية له، لكنها قد هُجّنت حتى تم رُؤية أحدها اليوم. أصول هذه السلالة تتبع لفترة ما قبل الحروب الصليبية. أثناء القرن السابع عشرة، أُضيف دم الحصان البربري، و العربي والأندلسي لخلق نوع حديث.

أثناء بدايات التسعينات، تم استيراد حصان البولونيه بكميات واسعة في الولايات المتحدة، كما كان له شعبية كبيرة في فرنسا، إلا أن أعداده في أوروبا تناقصت بشكل حاد أثناء حروب القرن العشرين، وأصبحت هذه الفصيلة تقريبا منقرضة تباعا للحرب العالمية الثانية، لكنها شهدت انتعاشا في فرنسا في 1970 كأكثر سلالة شعبية لـلحوم الأحصنة. أعداد هذه السلالة ما زالت منخفضة؛ وتقدر تقريبا ب 1000 حصان متبقّي في أوروبا، أكثرها في فرنسا، مع القليل منها في باقي البلدان.أشارت دراسات مبكرة في 1983 على خطر عدم توالد فيما بين أحصنة البولونيه، واقترح تقرير 2009 أن هذه السلالة يجب أن تأخذ الأولوية في المحافظة عليها في فرنسا. النوع الصغير من البولونيه كان يُستعمل في الأصل لجر العربات الممتلئة من الأسماك الطازجة من بولوني إلى باريس فيما كانت الأنواع العريضة منه تؤدي الأشغال الثقيلة، في كل من المزرعة وفي المدن. البولونيه قد هُجّن أيضا لخلق وتحسين سلالات كادحة متعددة أخرى.